# 74. Berlini Nemzetközi Filmfesztivál
A 74. Berlini Nemzetközi Filmfesztivál 2024. február 15. és 25. között került megrendezésre, a nyitófilm Tim Mielantstól a Small Things like These, míg a zárófilm Mati Dioptól a Dahomey volt. Utóbbi film nyerte az Arany Medve díjat is.> A fesztivál zsűrielnöke Lupita Nyong’o kenyai-mexikói színésznő volt. Ez volt az utolsó fesztivál, amit Carlo Chatrian és Mariette Rissenbeek vezetésével szerveztek a páros 2023-as elbocsátását követően.

## Zsűri
Az alábbi emberek voltak a fesztivál zsűrijének tagjai:

### Filmek
- Lupita Nyong’o, kenyai-mexikói színésznő - Zsűrielnök
- Brady Corbet, amerikai filmkészítő és színész[10]
- Ann Hui, hongkongi-kínai filmkészítő és színésznő
- Christian Petzold,  német filmkészítő
- Jasmine Trinca, olasz színésznő és filmkészítő
- Albert Serra, spanyol filmkészítő
- Okszana Sztefanyivna Zabuzsko, ukrán regényíró és költő

### Encounters
- Lisandro Alonso, argentin filmkészítő[10]
- Denis Côté, kanadai filmkészítő
- Tizza Covi, olasz filmkészítő

### Nemzetközi rövidfilmek
- İlker Çatak, német filmkészítő[10]
- Xabier Erkizia, spanyol hangművész és kutató
- Jennifer Reeder, amerikai filmkészítő, videóművész és előadó

### Generation
- Amjad Abu Alala, szudáni filmkészítő
- Banafshe Hourmazdi, iráni-német színésznő
- Ira Sachs, amerikai filmkészítő[10]

### Elsőfilmes produkciók
- Eliza Hittman, amerikai filmkészítő[10]
- Andréa Picard, a Torontói Nemzetközi Filmfesztivál vezető kurátora és a Marrákesi Nemzetközi Filmfesztivál tanácsadója
- Katrin Pors, dán producer

### Dokumentumfilmek
- Abbas Fahdel, iraki filmkészítő[10]
- Thomas Heise, német filmkészítő
- Véréna Paravel, francia művész és antropológus

## A fesztivál programja

### Versenyben lévő filmek
Az alábbi filmek voltak versenyben az Arany Medve- és az Ezüst Medve-díjakért:
| Magyar cím                          | Eredeti cím                         | Rendező                          | Ország                                                                                                |
| ----------------------------------- | ----------------------------------- | -------------------------------- | --- |
| Another End                         | Another End                         | Piero Messina                    | Olaszország, Franciaország, Egyesült Királyság                                                        |
| Architecton                         | Architecton                         | Viktor Kossakovsky               | Németország, Franciaország, Amerikai Egyesült Államok                                                 |
| A tea illata                        | Black Tea                           | Abderrahmane Sissako             | Franciaország, Mauritius, Tajvan, Luxemburg, Elefántcsontpart                                         |
| La cocina                           | La cocina                           | Alonso Ruizpalacios              | Mexikó, Amerikai Egyesült Államok                                                                     |
| Dahomey                             | Dahomey                             | Mati Diop                        | Benin, Franciaország, Szenegál                                                                        |
| Des Teufels Bad                     | Des Teufels Bad                     | Veronika Franz, Severin Fiala    | Ausztria, Németország                                                                                 |
| A Different Man                     | A Different Man                     | Aaron Schimberg                  | Amerikai Egyesült Államok                                                                             |
| Haldoklás, de komédia               | Sterben                             | Matthias Glasner                 | Németország                                                                                           |
| L'Empire                            | L'Empire                            | Bruno Dumont                     | Franciaorszáég, Olaszország, Németország, Belgium, Portugália                                         |
| Szeretettel: a ti Hildétek          | In Liebe, Eure Hilde                | Andreas Dresen                   | Németország                                                                                           |
| Gloria!                             | Gloria!                             | Margherita Vicario               | Olaszország, Svájc                                                                                    |
| Langue étrangère                    | Langue étrangère                    | Claire Burger                    | Franciaország, Németország, Belgium                                                                   |
| Keyke mahboobe man                  | کیک محبوب من                        | Behtash Sanaeeha, Maryam Moqadam | Irán, Franciaország, Svédország, Németország                                                          |
| Pepe                                | Pepe                                | Nelson Carlo De Los Santos Arias | Dominikai Köztársaság, Namíbia, Németország, Franciaország                                            |
| Shambhala                           | Shambhala                           | Min Bahadur Bham                 | Nepál, Franciaország, Norvégia, Hongkong, Kína, Törökország, Amerikai Egyesült Államok, Katar, Tajvan |
| Small Things like These (nyitófilm) | Small Things like These (nyitófilm) | Tim Mielants                     | Írország, Belgium                                                                                     |
| Fiúk                                | Vogter                              | Gustav Möller                    | Dánia, Svédország                                                                                     |
| Hors du temps                       | Hors du temps                       | Olivier Assayas                  | Franciaország, Németország                                                                            |
| Hors du temps                       | 여행자의 필요                       | Hong Sang-soo                    | Dél-Korea                                                                                             |
| Mé el Aïn                           | ماء العين                           | Meryam Joobeur                   | Tunézia, Franciaország, Kanada, Norvégia, Katar, Szaúd-Arábia                                         |

### Berlinale Special
Az alábbi filmeket vetítették a fesztivál Berlinale Special Events szekciójában:
| Magyar cím                                           | Eredeti cím                                          | Rendező | Ország                                                                  |
| Berlinale Special Gala                               | Berlinale Special Gala                               | Berlinale Special Gala | Berlinale Special Gala                                                  |
| ---------------------------------------------------- | ---------------------------------------------------- | --- | ----------------------------------------------------------------------- |
| uckoo                                                | uckoo                                                | Tilman Singer | Németország                                                             |
| Kivérző szerelem                                     | Love Lies Bleeding                                   | Rose Glass | Amerikai Egyesült Államok, Egyesült Királyság                           |
| Beomjoidosi 4                                        | 범죄도시4                                            | Heo Myeong-haeng | Dél-Korea                                                               |
| Seven Veils                                          | Seven Veils                                          | Atom Egoyan | Kanada                                                                  |
| Az űrhajós                                           | Spaceman                                             | Johan Renck | Amerikai Egyesült Államok                                               |
| The Strangers’ Case                                  | The Strangers’ Case                                  | Brandt Andersen | Jordánia                                                                |
| Treasure                                             | Treasure                                             | Julia von Heinz | Németország, Franciaország                                              |
| Berlinale Special                                    |                                                      | |                                                                         |
| Wu suo zhu                                           | 無所住                                               | Tsai Ming-liang | Tajvan, Amerikai Egyesült Államok                                       |
| Averroès & Rosa Parks                                | Averroès & Rosa Parks                                | Nicolas Philibert | Franciaország                                                           |
| August My Heaven                                     | オーガスト・マイ・ヘヴン                             | Riho Kudo | Japán                                                                   |
| Hako otoko                                           | 箱男                                                 | Gakuryū Ishii | Japán                                                                   |
| Chime                                                | チャイム                                             | Kiyoshi Kurosawa | Japán                                                                   |
| Dostoevskij (6 epizód)                               | Dostoevskij (6 epizód)                               | Damiano D’Innocenzo, Fabio D’Innocenzo | Olaszország                                                             |
| Elf Mal Morgen: Berlinale Meets Fußball              | Elf Mal Morgen: Berlinale Meets Fußball              | Maximilian Bungarten, Anna-Maria Dutoit, Kilian Armando Friedrich, Indira Geisel, Eva Gemmer, Felix Herrmann, Hannah Jandl, Justina Jürgensen, Hilarija Ločmele, Daniela Magnani-Hüller, Sophie Mühe, Camille Tricaud, Marie Zrenner | Németország                                                             |
| Das leere Grab                                       | Das leere Grab                                       | Agnes Lisa Wegner, Cece Mlay | Németország, Tanzánia                                                   |
| exergue – on documenta 14                            | exergue – on documenta 14                            | Dimitris Athiridis | Görögország                                                             |
| Filmstunde_23                                        | Filmstunde_23                                        | Edgar Reitz, Jörg Adolph | Németország                                                             |
| Made in England: The Films of Powell and Pressburger | Made in England: The Films of Powell and Pressburger | David Hinton | Egyesült Királyság                                                      |
| Sasquatch Sunset                                     | Sasquatch Sunset                                     | David Zellner, Nathan Zellner | Amerikai Egyesült Államok                                               |
| Shikun                                               | Shikun                                               | Amos Gitai | Izrael, Franciaország, Svájc, Brazília, Egyesült Királyság              |
| Szuperszex (1-3. rész)                               | Supersex                                             | Matteo Rovere, Francesco Carrozzini, Francesca Mazzoleni | Olaszország                                                             |
| Turn in the Wound                                    | Turn in the Wound                                    | Abel Ferrara | Egyesült Királyság, Németország, Olaszország, Amerikai Egyesült Államok |

### Encounters
Az alábbi filmeket vetítették a fesztivál Encounters szekciójában:
| Magyar cím                             | Eredeti cím                            | Rendező                         | Ország                                                    |
| -------------------------------------- | -------------------------------------- | ------------------------------- | --------------------------------------------------------- |
| Arcadia                                | Arcadia                                | Yorgos Zois                     | Görögország, Bulgária, Amerikai Egyesült Államok          |
| Cidade; Campo                          | Cidade; Campo                          | Juliana Rojas                   | Brazília, Németország, Franciaország                      |
| Demba                                  | Demba                                  | Mamadou Dia                     | Szenegál, Németország                                     |
| Direct Action                          | Direct Action                          | Guillaume Cailleau, Ben Russell | Németország, Franciaország                                |
| Dormir de Olhos Abertos                | Dormir de Olhos Abertos                | Nele Wohlatz                    | Brazília, Argentína, Tajvan, Németország                  |
| The Fable                              | The Fable                              | Raam Reddy                      | India, Amerikai Egyesült Államok                          |
| Une Famille                            | Une Famille                            | Christine Angot                 | Franciaország                                             |
| Favoriten                              | Favoriten                              | Ruth Beckermann                 | Ausztria                                                  |
| Ivo                                    | Ivo                                    | Eva Trobisch                    | Németország                                               |
| Khamyazeye bozorg                      | Khamyazeye bozorg                      | Aliyar Rasti                    | Irán                                                      |
| Kong fang jian li de nv ren            | 空房间里的女人                         | Qiu Yang                        | Kína, Amerikai Egyesült Államok, Franciaország, Szingapúr |
| Mãos no Fogo                           | Mãos no Fogo                           | Margarida Gil                   | Portugália                                                |
| Matt and Mara                          | Matt and Mara                          | Kazik Radwanski                 | Kanada                                                    |
| Through the Graves the Wind Is Blowing | Through the Graves the Wind Is Blowing | Travis Wilkerson                | Amerikai Egyesült Államok                                 |
| Tú me Abrasas                          | Tú me Abrasas                          | Matías Piñeiro                  | Argentína, Spanyolország                                  |

### Rövidfilmek
Az alábbi produkciók szerepeltek a fesztivál rövidfilmes szekciójában:
| Magyar cím                          | Eredeti cím                         | Rendező                        | Ország                    |
| ----------------------------------- | ----------------------------------- | ------------------------------ | ------------------------- |
| Kaalkapje                           | Kaalkapje                           | Marthe Peters                  | Belgium                   |
| Adieu tortue                        | Adieu tortue                        | Selin Öksüzoğlu                | Franciaország             |
| Circle                              | 서클                                | Joung Yumi                     | Dél-Korea                 |
| Stadtmuseum / Moi Rai               | Stadtmuseum / Moi Rai               | Boris Dewjatkin                | Németország               |
| City of Poets                       | City of Poets                       | Sara Rajaei                    | Hollandia                 |
| Jing Guo                            | 经过                                | Shuli Huang                    | Amerikai Egyesült Államok |
| Kawauso                             | カワウソ                            | Akihito Izuhara                | Japán                     |
| Les animaux vont mieux              | Les animaux vont mieux              | Nathan Ghali                   | Franciaország             |
| The Moon Also Rises                 | 月亮照常升起                        | Yuyan Wang                     | Franciaország             |
| Un movimiento extraño               | Un movimiento extraño               | Francisco Lezama               | Argentína                 |
| Pacific Vein                        | Pacific Vein                        | Ulu Braun                      | Németország               |
| Preoperational Model                | Preoperational Model                | Philip Ullman                  | Hollandia                 |
| Re tian wu hou                      | 热天午后                            | Wenqian Zhang                  | Kína                      |
| Shi ri fang gu                      | 是日访古                            | Lin Yihan                      | Kína                      |
| Tako Tsubo                          | Tako Tsubo                          | Fanny Sorgo, Eva Pedroza       | Ausztria, Németország     |
| So viel von mir                     | So viel von mir                     | Eva Könnemann                  | Németország               |
| Al sol, lejos del centro            | Al sol, lejos del centro            | Luciana Merino, Pascal Viveros | Chile                     |
| Ungewollte Verwandtschaft           | Ungewollte Verwandtschaft           | Pavel Mozhar                   | Németország               |
| Oiseau de passage                   | Oiseau de passage                   | Victor Dupuis                  | Belgium                   |
| We Will Not Be the Last of Our Kind | We Will Not Be the Last of Our Kind | Mili Pecherer                  | Franciaország             |

### Panorama
Az alábbi filmeket vetítették a fesztivál Panorama szekciójában:
| Magyar cím                     | Eredeti cím                    | Rendező                                                     | Ország                                                                     |
| ------------------------------ | ------------------------------ | ----------------------------------------------------------- | -------------------------------------------------------------------------- |
| Afterwar                       | Afterwar                       | Birgitte Stærmose                                           | Dánia, Koszovó, Svédország, Finnország                                     |
| Cong jin yihou                 | 從今以後                       | Ray Yeung                                                   | Hongkong                                                                   |
| Andrea lässt sich scheiden     | Andrea lässt sich scheiden     | Josef Hader                                                 | Ausztria                                                                   |
| Baldiga – Entsichertes Herz    | Baldiga – Entsichertes Herz    | Markus Stein                                                | Németország                                                                |
| Betânia                        | Betânia                        | Marcelo Botta                                               | Brazília                                                                   |
| Between the Temples            | Between the Temples            | Nathan Silver                                               | Amerikai Egyesült Államok                                                  |
| A Bit of a Stranger            | A Bit of a Stranger            | Svitlana Lishchynska                                        | Ukrajna                                                                    |
| Egy család rövid története     | 家庭简史                       | Lin Jianjie                                                 | Kína, Dánia                                                                |
| Crossing                       | Crossing                       | Levan Akin                                                  | Svédország, Dánia, Franciaország, Törökország, Grúzia                      |
| Cu Li Không Bao Giờ Khóc       | Cu Li Không Bao Giờ Khóc       | Lân Phạm Ngọc                                               | Vietnám, Fülöp-szigetek, Franciaország, Szingapúr, Norvégia                |
| Diaries from Lebanon           | Diaries from Lebanon           | Myriam El Hajj                                              | Libanon, Franciaország, Katar, Szaúd-Arábia                                |
| Alle die Du bist               | Alle die Du bist               | Michael Fetter Nathansky                                    | Németország, Spanyolország                                                 |
| Faruk                          | Faruk                          | Aslı Özge                                                   | Németország, Franciaország, Törökország                                    |
| Ještě nejsem, kým chci být     | Ještě nejsem, kým chci být     | Klára Tasovská                                              | Ausztria, Csehország, Szlovákia                                            |
| I Saw the TV Glow              | I Saw the TV Glow              | Jane Schoenbrun                                             | Amerikai Egyesült Államok                                                  |
| Yo vi tres luces negrasi       | Yo vi tres luces negrasi       | Santiago Lozano Álvarez                                     | Kolumbia, Franciaország, Németország, Mexikó                               |
| Janet Planet                   | Janet Planet                   | Annie Baker                                                 | Amerikai Egyesült Államok                                                  |
| Pendant ce temps sur Terre     | Pendant ce temps sur Terre     | Jérémy Clapin                                               | Franciaország                                                              |
| Memorias de un cuerpo que arde | Memorias de un cuerpo que arde | Antonella Sudasassi Furniss                                 | Costa Rica, Spanyolország                                                  |
| Les gens d’à côté              | Les gens d’à côté              | André Téchiné                                               | Franciaország                                                              |
| Sayyareye dozdide shodeye man  | Sayyareye dozdide shodeye man  | Farahnaz Sharifi                                            | Németország, Irán                                                          |
| No Other Land                  | No Other Land                  | Basel Adra, Hamdan Ballal, Yuval Abraham, Rachel Szor       | Palesztina, Norvégia                                                       |
| The Outrun                     | The Outrun                     | Nora Fingscheidt                                            | Németország, Egyesült Királyság                                            |
| Les Paradis de Diane           | Les Paradis de Diane           | Carmen Jaquier, Jan Gassmann                                | Svájc                                                                      |
| Tongo Saa                      | Tongo Saa                      | Nelson Makengo                                              | Kongói Demokratikus Köztársaság, Belgium, Németország, Burkina Faso, Katar |
| Verbrannte Erde                | Verbrannte Erde                | Thomas Arslan                                               | Németország                                                                |
| Sex                            | Sex                            | Dag Johan Haugerud                                          | Norvégia                                                                   |
| Teaches of Peaches             | Teaches of Peaches             | Philipp Fussenegger, Judy Landkammer                        | Németország                                                                |
| The Visitor                    | The Visitor                    | Bruce LaBruce                                               | Egyesült Királyság                                                         |
| À quand l'Afrique?             | À quand l'Afrique?             | David-Pierre Fila                                           | Kongói Demokratikus Köztársaság, Angola, Kamerun                           |
| Zeit Verbrechen (1-4. rész)    | Zeit Verbrechen (1-4. rész)    | Mariko Minoguchi, Jan Bonny, Helene Hegemann, Faraz Shariat | Németország                                                                |

### Forum
Az alábbi filmeket vetítették a fesztivál Forum szekciójában:
| Magyar cím | Eredeti cím | Rendező                           | Ország                                                                |
| --- | --- | --------------------------------- | --------------------------------------------------------------------- |
| Kottukkaali | கொட்டுக்காளி | PS Vinothraj                      | India                                                                 |
| Yoake no subete | 夜明けのすべて | Shô Miyake                        | Japán                                                                 |
| The Cats of Gokogu Shrine | 五香宮の猫 | Kazuhiro Soda                     | Japán                                                                 |
| The Editorial Office | The Editorial Office | Roman Bondarchuk                  | Ukrajna, Németország, Szlovákia, Csehország                           |
| Pamyo | 파묘 | Jang Jae-hyun                     | Dél-Korea                                                             |
| Henry Fonda for President | Henry Fonda for President | Alexander Horwath                 | Ausztria, Németország                                                 |
| Săptămâna Mare | Săptămâna Mare | Andrei Cohn                       | Románia, Svájc                                                        |
| L'homme-vertige: Tales Of A City | L'homme-vertige: Tales Of A City | Malaury Eloi Paisley              | Franciaország                                                         |
| The Human Hibernation | The Human Hibernation | Anna Cornudella                   | Spanyolország                                                         |
| In the Belly of a Tiger | In the Belly of a Tiger | Siddartha Jatla                   | India, Amerikai Egyesült Államok, Kína, Indonézia, Tajvan             |
| Intercepted | Intercepted | Oksana Karpovych                  | Kanada, Franciaország, Ukrajna                                        |
| Der unsichtbare Zoo | Der unsichtbare Zoo | Romuald Karmakar                  | Németország                                                           |
| Maria's Silence | Maria's Silence | Dāvis Sīmanis                     | Lettország, Litvánia                                                  |
| Deda-Shvili an rame ar aris arasodes bolomde bneli | Deda-Shvili an rame ar aris arasodes bolomde bneli | Lana Gogoberidze                  | Franciaország, Grúzia                                                 |
| As noites ainda cheiram á pôlvora | As noites ainda cheiram á pôlvora | Inadelso Cossa                    | Mozambik, Németország, Franciaország, Portugália, Hollandia, Norvégia |
| Oasis | Oasis | Tamara Uribe, Felipe Morgado      | Chile                                                                 |
| Oasis of Now | Oasis of Now | Chee Sum Chia                     | Malajzia, Szingapúr, Franciaország                                    |
| Reas | Reas | Lola Arias                        | Argentína, Németország, Svájc                                         |
| Reproduktion | Reproduktion | Katharina Pethke                  | Németország                                                           |
| Republic | 共和国 | Jin Jiang                         | Kína, Szingapúr                                                       |
| Resonance Spiral | Resonance Spiral | Marinho de Pina, Filipa César     | Portugália, Bissau-Guinea, Németország                                |
| Il cassetto segreto | Il cassetto segreto | Costanza Quatriglio               | Olaszország, Svájc                                                    |
| Shahid | Shahid | Narges Kalhor                     | Németország                                                           |
| La piel en primavera | La piel en primavera | Yennifer Uribe Alzate             | Kolumbia, Chile                                                       |
| Mit einem Tiger schlafen | Mit einem Tiger schlafen | Anja Salomonowitz                 | Ausztria                                                              |
| Spuren von Bewegung vor dem Eis | Spuren von Bewegung vor dem Eis | René Frölke                       | Németország                                                           |
| Chroniques fidèles survenues au siècle dernier à l’hôpital psychiatrique Blida-Joinville, au temps où le Docteur Frantz Fanon était chef de la cinquième division entre 1953 et 1956 | Chroniques fidèles survenues au siècle dernier à l’hôpital psychiatrique Blida-Joinville, au temps où le Docteur Frantz Fanon était chef de la cinquième division entre 1953 et 1956 | Abdenour Zahzah                   | Algéria, Franciaország                                                |
| La hojarasca | La hojarasca | Macu Machín                       | Spanyolország                                                         |
| The Voices of the Silenced | The Voices of the Silenced | Park Soo-nam, Park Maeui          | Japán, Dél-Korea                                                      |
| Ihre ergebenste Fräulein | Ihre ergebenste Fräulein | Eva C. Heldmann                   | Németország                                                           |
| Was hast du gestern geträumt, Parajanov? | Was hast du gestern geträumt, Parajanov? | Faraz Fesharaki                   | Németország                                                           |
| The Wrong Movie | The Wrong Movie | Keren Cytter                      | Amerikai Egyesült Államok, Belgium                                    |
| Forum Expanded | |                                   |                                                                       |
| for here am i sitting in a tin can far above the world | for here am i sitting in a tin can far above the world | Gala Hernández López              | Franciaország                                                         |
| Grandmamauntsistercat | Grandmamauntsistercat | Zuza Banasińska                   | Hollandia, Lengyelország                                              |
| Here We Are | Here We Are | Chanasorn Chaikitiporn            | Thaiföld                                                              |
| O Seeker | O Seeker | Gavati Wad                        | India, Amerikai Egyesült Államok                                      |
| The Perfect Square | The Perfect Square | Gernot Wieland                    | Belgium, Németország                                                  |
| The Periphery of the Base | 基地之侧 | Zhou Tao                          | Kína                                                                  |
| Quebrante | Quebrante | Janaina Wagner                    | Brazília                                                              |
| Room 404 | Room 404 | Elysa Wendi, Shing Lee            | Hongkong, Lengyelország                                               |
| Sarcophagus of Drunken Loves | Sarcophagus of Drunken Loves | Joana Hadjithomas, Khalil Joreige | Franciaország, Libanon                                                |

### Generation
Az alábbi filmeket vetítették a fesztivál Generation szekciójában:
| Magyar cím                           | Eredeti cím                         | Rendező                     | Ország                                                                |
| Generation Kplus                     | Generation Kplus                    | Generation Kplus            | Generation Kplus                                                      |
| ------------------------------------ | ----------------------------------- | --------------------------- | --------------------------------------------------------------------- |
| Above the Dust                       | 沃土                                | Wang Xiaoshuai              | Kína, Hollandia                                                       |
| Aguacuario                           | Aguacuario                          | Jose Eduardo Castilla Ponce | Mexikó                                                                |
| Sukoun                               | Sukoun                              | Dina Naser                  | Egyiptom, Jordánia                                                    |
| Papillon                             | Papillon                            | Florence Miailhe            | Franciaország                                                         |
| Fox and Hare Save the Forest         | Fox and Hare Save the Forest        | Mascha Halberstad           | Belgium, Luxemburg, Hollandia                                         |
| It's Okay!                           | 괜찮아 괜찮아 괜찮아!               | Kim Hye-young               | Dél-Korea                                                             |
| Los tonos mayores                    | Los tonos mayores                   | Ingrid Pokropek             | Argentína, Spanyolország                                              |
| Porzellan                            | Porzellan                           | Annika Birgel               | Németország                                                           |
| Reinas                               | Reinas                              | Klaudia Reynicke            | Svájc, Spanyolország, Peru                                            |
| Goosfand                             | Goosfand                            | Hadi Babaeifar              | Irán                                                                  |
| Anaar Daana                          | Anaar Daana                         | Nishi Dugar                 | India                                                                 |
| A Summer's End Poem                  | 夏日句点                            | Lam Can-zhao                | Kína, Malajzia, Svájc                                                 |
| Raíz                                 | Raíz                                | Franco García Becerra       | Chile, Peru                                                           |
| Uli                                  | Uli                                 | Mariana Gil Ríos            | Kolumbia                                                              |
| Sieger sein                          | Sieger sein                         | Soleen Yusef                | Németország                                                           |
| Young Hearts                         | Young Hearts                        | Anthony Schatteman          | Belgium, Hollandia                                                    |
| Beurk!                               | Beurk!                              | Loïc Espuche                | Franciaország                                                         |
| Generation 14plus                    |                                     |                             |                                                                       |
| Un pájaro voló                       | Un pájaro voló                      | Leinad Pájaro de la Hoz     | Kolumbia, Kuba                                                        |
| Cura sana                            | Cura sana                           | Lucía G. Romero             | Spanyolország                                                         |
| Disco Afrika: une histoire malgache  | Disco Afrika: une histoire malgache | Luck Razanajaona            | Franciaország, Németország, Madagaszkár, Mauritius, Katar, Dél-Afrika |
| Ellbogen                             | Ellbogen                            | Aslı Özarslan               | Franciaország, Németország, Törökország                               |
| Huling Palabas                       | Huling Palabas                      | Ryan Machado                | Fülöp-szigetek                                                        |
| The Girl Who Lived in the Loo        | The Girl Who Lived in the Loo       | Subarna Dash                | India                                                                 |
| The Great Phuket                     | 小半截                              | Liu Yaonan                  | Belgium, Kína, Franciaország, Németország, Hongkong                   |
| Un invincible été                    | Un invincible été                   | Arnaud Dufeys               | Belgium                                                               |
| Lapso                                | Lapso                               | Caroline Cavalcanti         | Brazília, Egyesült Királyság                                          |
| Last Swim                            | Last Swim                           | Sasha Nathwani              | Egyesült Királyság                                                    |
| Maydegol                             | Maydegol                            | Sarvnaz Alambeigi           | Franciaország, Németország, Irán                                      |
| Muna                                 | Muna                                | Warda Mohamed               | Egyesült Királyság                                                    |
| Quell'estate con Irène               | Quell'estate con Irène              | Carlo Sironi                | Franciaország, Olaszország                                            |
| Obraza                               | Obraza                              | Gleb Osatinski              | Litvánia, Amerikai Egyesült Államok                                   |
| She Sat There Like All Ordinary Ones | 开始的枪                            | Qu Youjia                   | Kína                                                                  |
| Songs of Love and Hate               | Songs of Love and Hate              | Saurav Ghimire              | Nepál                                                                 |
| Comme le feu                         | Comme le feu                        | Philippe Lesage             | Kanada, Franciaország                                                 |

### Berlinale Classics
Az alábbi filmeket vetítették a fesztivál Berlinale Classics szekciójában:
| Magyar cím                          | Eredeti cím           | Rendező              | Ország                    |
| ----------------------------------- | --------------------- | -------------------- | ------------------------- |
| Lidérces órák (1985)                | After Hours           | Martin Scorsese      | Amerikai Egyesült Államok |
| Mennyei háború (2005)               | Batalla en el cielo   | Carlos Reygadas      | Mexikó                    |
| A sáska napja (1975)                | The Day of the Locust | John Schlesinger     | Amerikai Egyesült Államok |
| Gyorsan, gyorsan (1981)             | Deprisa, deprisa      | Carlos Saura         | Spanyolország             |
| Godzilla (1954)                     | ゴジラ                | Ishirō Honda         | Japán                     |
| Előbb a Hanna, aztán a Panna (1920) | Kohlhiesels Töchter   | Ernst Lubitsch       | Németország               |
| Királynő férje (1929)               | The Love Parade       | Ernst Lubitsch       | Amerikai Egyesült Államok |
| Áldozathozatal (1986)               | Offret                | Andrei Tarkovsky     | Szovjetunió               |
| Reifezeit (1976)                    | Reifezeit (1976)      | Sohrab Shahid-Saless | Nyugat-Németország        |
| Huncut felhőcske (2005)             | 天邊一朵雲            | Tsai Ming-liang      | Tajvan                    |

### Retrospektív
Az alábbi filmeket vetítették a fesztivál retrospektív szekciójában:
| Magyar cím                                                         | Eredeti cím                                                        | Rendező                       | Ország                                |
| ------------------------------------------------------------------ | ------------------------------------------------------------------ | ----------------------------- | ------------------------------------- |
| Nicht nichts ohne Dich (1985)                                      | Nicht nichts ohne Dich (1985)                                      | Pia Frankenberg               | Nyugat Németország                    |
| Engel aus Eisen (1980)                                             | Engel aus Eisen (1980)                                             | Thomas Brasch                 | Nyugat Németország                    |
| Banale Tage (1991)                                                 | Banale Tage (1991)                                                 | Peter Welz                    | Németország                           |
| Chapeau Claque (1971)                                              | Chapeau Claque (1971)                                              | Ulrich Schamoni               | Nyugat-Németország                    |
| Dark Spring (1970)                                                 | Dark Spring (1970)                                                 | Ingemo Engström               | Nyugat-Németország                    |
| Die Deutschen und ihre Männer – Bericht aus Bonn (1989)            | Die Deutschen und ihre Männer – Bericht aus Bonn (1989)            | Helke Sander                  | Nyugat-Németország                    |
| Die endlose Nacht (1963)                                           | Die endlose Nacht (1963)                                           | Will Tremper                  | Nyugat-Németország                    |
| Das deutsche Kettensägenmassaker (1990)                            | Das deutsche Kettensägenmassaker (1990)                            | Christoph Schlingensief       | Németország                           |
| Leuchtkraft der Ziege – Eine Naturerscheinung                      | Leuchtkraft der Ziege – Eine Naturerscheinung                      | Jochen Kraußer                | Kelet-Németország                     |
| Herzsprung (1992)                                                  | Herzsprung (1992)                                                  | Helke Misselwitz              | Németország                           |
| Ich (1988)                                                         | Ich (1988)                                                         | Bettina Flitner               | Nyugat-Németország                    |
| Im Land meiner Eltern (1981)                                       | Im Land meiner Eltern (1981)                                       | Jeanine Meerapfel             | Nyugat-Németország                    |
| Jesus – Der Film (1986)                                            | Jesus – Der Film (1986)                                            | Michael Brynntrup             | Nyugat-Németország, Kelet-Németország |
| Denk bloß nicht, ich heule (1965)                                  | Denk bloß nicht, ich heule (1965)                                  | Franz Vogel                   | Kelet-Németország                     |
| Kismet, Kismet (1987)                                              | Kismet, Kismet (1987)                                              | İsmet Elçi                    | Nyugat-Németország                    |
| Der kleine Godard. An das Kuratorium Junger Deutscher Film (1978)  | Der kleine Godard. An das Kuratorium Junger Deutscher Film (1978)  | Hellmuth Costard              | Nyugat-Németország                    |
| Macumba (1982)                                                     | Macumba (1982)                                                     | Elfi Mikesch                  | Nyugat-Németország                    |
| Fegefeuer (1971)                                                   | Fegefeuer (1971)                                                   | Haro Senft                    | Nyugat-Németország                    |
| Shirins Hochzeit (1975)                                            | Shirins Hochzeit (1975)                                            | Helma Sanders-Brahms          | Nyugat-Németország                    |
| Supermarkt (1974)                                                  | Supermarkt (1974)                                                  | Roland Klick                  | Nyugat-Németország                    |
| Tobby (1961)                                                       | Tobby (1961)                                                       | Hansjürgen Pohland            | Nyugat-Németország                    |
| Zwei unter Millionen (1961)                                        | Zwei unter Millionen (1961)                                        | Victor Vicas, Wieland Liebske | Nyugat-Németország                    |
| Unsichtbare Tage oder Die Legende von den weißen Krokodilen (1991) | Unsichtbare Tage oder Die Legende von den weißen Krokodilen (1991) | Eva Heller                    | Németország                           |

## Győztesek
- Arany Medve: Dahomey (Mati Diop)[4]
- Zsűri Nagydíja: Hors du temps (Hong Sang-soo)
- A zsűri díja: L'Empire (Bruno Dumont)
- Ezüst Medve díj a legjobb rendezőnek: Nelson Carlo De Los Santos Arias (Pepe)
- Ezüst Medve díj a legjobb főszereplőnek: Sebastian Stan (A Different Man)
- Ezüst Medve díj a legjobb mellékszereplőnek: Emily Watson (Small Things like These)
- Ezüst Medve díj a legjobb forgatókönyvnek: Matthias Glasner (Haldoklás, de komédia)
- Ezüst Medve díj a kiemelkedő művészi teljesítményért (operatőr): Martin Gschlacht (Des Teufels Bad)
- Tiszteletbeli Arany Medve
  - Martin Scorsese[17]
- Berlinale Kamera
  - Edgar Reitz[18]
- GWFF-díj a legjobb elsőfilmes produkciónak
  - Cu Li Không Bao Giờ Khó (Phạm Ngọc Lân)[19]
- Legjobb dokumentumfilm
  - No Other Land (Basel Adra, Hamdan Ballal, Yuval Abraham, Rachel Szor)[20]
    - Tiszteletbeli említés: Direct Action (Guillaume Cailleau, Ben Russell)
- Encounters
  - Legjobb film: Direct Action (Guillaume Cailleau, Ben Russell)[21]
  - Legjobb rendező: Juliana Rojas (Cidade; Campo)
  - A zsűri különdíja:
    - Kong fang jian li de nv ren (Qiu Yang)
    - Khamyazeye bozorg (Aliyar Rasti)
- Rövidfilmek
  - Arany Medve díj a legjobb rövidfilmnek: Un movimiento extraño (Francisco Lezama)[22]
  - A zsűri díja: Re tian wu hou (Wenqian Zhang)
    - Tiszteletbeli említés: So viel von mir (Eva Könnemann)

  - A fesztivál jelöltje az Európai Filmdíjra: So viel von mir (Eva Könnemann)
- Generation Kplus
  - A nemzetközi zsűri díja a legjobb filmnek: Reinas (Klaudia Reynicke)[23]
    - Tiszteletbeli említés: Raíz (Franco García Becerra)

  - A nemzetközi zsűri különdíja a legjobb rövidfilmnek: A Summer's End Poem (Lam Can-zhao)
    - Tiszteletbeli említés: Uli (Mariana Gil Ríos)
- Generation 14plus
  - A nemzetközi zsűri díja a legjobb filmnek: Comme le feu (Philippe Lesage)[23]
    - Tiszteletbeli említés: Maydegol (Sarvnaz Alambeigi)

  - A nemzetközi zsűri különdíja a legjobb rövidfilmnek: Un pájaro voló (Leinad Pájaro De la Hoz)
    - Tiszteletbeli említés: Songs of Love and Hate (Saurav Ghimire)
- Gyerekfilmek zsűrije - Generation Kplus
  - Kristály Medve a legjobb filmnek: It's Okay! (Kim Hye-young)[23]
    - Tiszteletbeli említés: Young Hearts (Anthony Schatteman)

  - Kristály Medve a legjobb rövidfilmnek: Papillon (Florence Miailhe)
    - Tiszteletbeli említés: Sukoun (Dina Naser)
- Ifjúsági filmek zsűrije - Generation 14plus
  - Kristály Medve a legjobb filmnek: Last Swim (Sasha Nathwani)[23]
    - Tiszteletbeli említés: She Sat There Like All Ordinary Ones (Qu Youjia)

  - Kristály Medve a legjobb rövidfilmnek: Cura sana (Lucía G. Romero)
    - Tiszteletbeli említés: Lapso (Caroline Cavalcanti)
- Panorama Publikumspreis, a Közönség-díj
  - 1. hely: Memorias de un cuerpo que arde (Antonella Sudasassi Furniss)[24]
  - 2. hely: Crossing (Levan Akin)
  - 3. hely: Cong jin yihou (Ray Yeung)
- Dokumentumfilmes Panorama-díj
  - 1. hely: No Other Land (Basel Adra, Hamdan Ballal, Yuval Abraham, Rachel Szor)[24]
  - 2. hely: Sayyareye dozdide shodeye man (Farahnaz Sharifi)
  - 3. hely: Teaches of Peaches (Philipp Fussenegger, Judy Landkammer)
- Teddy-díj
- Legjobb egész estés film: Cong jin yihou (Ray Yeung - Panorama)[25]
- 'Legjobb dokumentumfilm: Teaches of Peaches (Philipp Fussenegger, Judy Landkammer - Panorama)
- Legjobb rövidfilm: Grandmamauntsistercat (Zuza Banasińska - Forum Expanded)
- A zsűri díja: Crossing (Levan Akin - Panorama)
- Teddy-különdíj: Lothar Lambert

## Fordítás
- Ez a szócikk részben vagy egészben  a(z)   74th Berlin International Film Festival című angol Wikipédia-szócikk fordításán alapul.  Az eredeti cikk szerkesztőit annak laptörténete sorolja fel. Ez a jelzés csupán a megfogalmazás eredetét és a szerzői jogokat jelzi, nem szolgál a cikkben szereplő információk forrásmegjelöléseként.